# Виголо Ватаро
Виголо Ватаро (итал. Vigolo Vattaro) је насеље у Италији у округу Тренто, региону Трентино-Јужни Тирол.
Према процени из 2011. у насељу је живело 1779 становника. Насеље се налази на надморској висини од 725 м.

## Становништво
| 1931. | 1936. | 1951. | 1961. | 1971. | 1981. | 1991. | 2001. | 2011. |
| ----- | ----- | ----- | ----- | ----- | ----- | ----- | ----- | ----- |
| 1.453 | 1.362 | 1.325 | 1.353 | 1.306 | 1.407 | 1.572 | 1.891 | 2.189 |